# Peter Auty
Peter Robert Auty (né en 1969) est un ancien enfant de chœur de la chorale de St Paul's Cathedral (sorte de Petits Chanteurs à la croix de bois anglais). De nos jours, il est chanteur d'opéra (ténor).
Peter Auty est plus connu comme la voix originale de la chanson Walking in the Air, composée par Howard Blake, thème central du dessin animé Le Bonhomme de neige (The Snowman) réalisé en 1982 par Dianne Jackson. À cause d'un manque de temps lors de la production du film, son nom n'avait pas été crédité au générique original. Ce n'est qu'en 2002, avec la version remastérisée, que cela a été fait.